# 巧马镇
巧马镇，是中华人民共和国贵州省黔西南布依族苗族自治州册亨县下辖的一个乡镇级行政单位。

## 行政区划
巧马镇下辖以下地区：
巧马社区、纳贤村、巧马村、孔屯村、锅厂村、尾贤村、纳桃村、者告村和板坝村。